# Campeonato Europeo de Halterofilia de 1978
El LVII Campeonato Europeo de Halterofilia se celebró en Havířov (Checoslovaquia) entre el 10 y el 18 de junio de 1978 bajo la organización de la Federación Europea de Halterofilia (EWF) y la Federación Checoslovaca de Halterofilia.

## Medallistas
| Evento  | Oro                             | Plata                            | Bronce                               |
| ------- | ------------------------------- | -------------------------------- | ------------------------------------ |
| 52 kg   | Kanybek Osmonaliyev URSS 237,5  | György Kőszegi · Hungría · 237,5 | Béla Oláh · Hungría · 235,0          |
| 56 kg   | Marek Seweryn · Polonia · 260,0 | Karel Prohl Checoslovaquia 257,5 | Stefan Dimitrov Bulgaria 255,0       |
| 60 kg   | Nikolai Kolesnikov URSS 290,0   | Gábor Szarvas · Hungría · 275,0  | Valentin Todorov Bulgaria 270,0      |
| 67,5 kg | Yanko Rusev Bulgaria 312,5      | Ioan Buta Rumania 305,0          | Zbigniew Kaczmarek · Polonia · 302,5 |
| 75 kg   | Vartan Militosian URSS 342,5    | Serafim Todorov Bulgaria 330,0   | András Stark · Hungría · 330,0       |
| 82,5 kg | Yurik Vardanian URSS 372,5      | Péter Baczakó · Hungría · 357,5  | Krasimir Drandarov Bulgaria 340,0    |
| 90 kg   | David Rigert URSS 397,5         | Rolf Milser RFA 375,0            | Andon Nikolov Bulgaria 352,5         |
| 100 kg  | Serguei Arakelov URSS 387,5     | Igor Nikitin URSS 362,5          | Michel Broillet · Suiza · 355,0      |
| 110 kg  | Yuri Zaitsev URSS 405,0         | Jürgen Ciezki RDA 380,0          | Leif Nilsson · Suecia · 375,0        |
| +110 kg | Vasili Alexeyev URSS 415,0      | Jürgen Heuser RDA 407,5          | Gerd Bonk RDA 402,5                  |

1. 1 2 3  Arrancada (kg) + dos tiempos (kg) = total olímpico (kg).

## Medallero
| Núm. | País           | Oro | Plata | Bronce | Total |
| ---- | -------------- | --- | ----- | ------ | ----- |
| 1    | URSS           | 8   | 1     | 0      | 9     |
| 2    | Bulgaria       | 1   | 1     | 4      | 6     |
| 3    | Polonia        | 1   | 0     | 1      | 2     |
| 4    | Hungría        | 0   | 3     | 2      | 5     |
| 5    | RDA            | 0   | 2     | 1      | 3     |
| 6    | Checoslovaquia | 0   | 1     | 0      | 1     |
| 6    | RFA            | 0   | 1     | 0      | 1     |
| 6    | Rumania        | 0   | 1     | 0      | 1     |
| 9    | Suecia         | 0   | 0     | 1      | 1     |
| 9    | Suiza          | 0   | 0     | 1      | 1     |
|      | TOTAL          | 10  | 10    | 10     | 30    |